# Игнатов, Александр Дмитриевич
Алекса́ндр Дми́триевич Игна́тов (15 октября 1928, Ленинград, Ленинградская область, СССР — 28 апреля 2001, Приднестрянское, Ямпольский район, Винницкая область, Украина) — звеньевой механизированного звена колхоза имени Котовского Ямпольского района Винницкой области, Герой Социалистического Труда (1971).

## Биография
Родился 15 октября 1928 года в городе Ленинград (ныне — Санкт-Петербург). По национальности русский.
Во время блокады Ленинграда с 1942 года работал на Кировском заводе.
В 1950-х годах осваивал целину, работал трактористом. Женившись на уроженке Винницкой области, переехал на родину жены в село Приднестрянское, трудился трактористом в колхозе имени Котовского Ямпольского района Винницкой области. Был главой механизированного звена по выращиванию сахарной свёклы, со временем стал одним из лучших механизаторов района и области.
Указом Президиума Верховного Совета СССР от 8 апреля 1971 года «за выдающиеся успехи, достигнутые в развитии сельскохозяйственного производства и выполнении пятилетнего плана продажи государству продуктов земледелия и животноводства» удостоен звания Героя Социалистического Труда с вручением ордена Ленина и золотой медали «Серп и Молот».
Продолжал работать звеньевым, инициировал социалистическое соревнование свекловодов Винницкой области за получение урожая 500 центнеров с гектара.
Работал в колхозе до выхода на заслуженный отдых.
Жил в селе Приднестрянское, где скончался 28 апреля 2001 года.
Награждён орденом Ленина (08.04.1971), медалями.